# Florian Schneider
Florian Schneider-Esleben (født d. 7. april 1947, død d. 21. april 2020) var en tysk musiker, som var bedst kendt som en af grundlæggerne af det elektroniske band Kraftwerk.

## Baggrund
Schneider blev født den 7. april 1947 i den franske besættelseszone, i dag som del af delstaten Baden-Württemberg, tæt ved Bodensøen. Han var søn af den kendte modernistiske arkitekt Paul Schneider-Esleben.

## Karriere
Schneider dannede Kraftwerk sammen med Ralf Hütter i 1970. De havde mødt hinanden i løbet af 1960'erne imens de studerede på kunstakademiet i Remscheid, og senere på Robert Schumann Hochschule i Düsseldorf. De havde tidligere spillet sammen i gruppen Organisation, som blev til Kraftwerk i 1970.
Schneider spillede i starten hovedsageligt på tværfløjte, men også andre instrumenter som violin og elektrisk guitar, som blev behandlet i produktion med forskellige elektroniske effekter. Efter at Kraftwerk i 1974 udgav Autobahn brugte Schneider mindre akustiske instrumenter fremadrettet, og lagde mere fokus på brug af synthesizere.
Schneider blev i sin karriere især kendt for sit brug af robot-lydene stemmer i Kraftwerks musik, som blev kendt som Robovox. Et især kendt eksempel på dette var hitsangen Die Roboter på Die Mensch-Maschine.
Det blev i januar 2009 annonceret, at Schneider forlod Kraftwerk. Der blev ikke givet en grund til bruddet.

## Privat
Schneider døde den 21. april 2020 i en alder af 73 efter en kort sygdomsperiode med kræft.

## Eftermæle
På David Bowies album Heroes fra 1977 er der en instrumental sang ved navn V-2 Schneider, som er hyldest til Schneider og Kraftwerk, som var en indflydelse på Bowie i løbet af de år hvor han boede i Vestberlin.
I 2021 blev Kraftwerk indsat i Rock and Roll Hall of Fame.